# 苏卡达象龟
蘇卡達象龜
，又名非洲盾臂龜、盾臂龜及蘇卡塔爾陸龜，原為象龜屬，之後被分入Centrochelys屬，目前是Centrochelys屬下的唯一現存的物種。

## 分布
原产于非洲的撒哈拉沙漠、薩赫勒地區和西非的荒漠草原，主要分布在乍得、厄立特里亚、埃塞俄比亚、马里、毛里塔尼亚、尼日利亚、塞内加尔、苏丹一带。

## 体形寿命
苏卡达象龟是仅次于加拉巴哥象龟和亚达伯拉象龟世界第三大陆龟，且為生活在大陸的陸龜中體型最大的種類。幼體大小約2-3英寸，生長速度非常快，他們生長的最初幾年內可以達到6-10英寸（15-25cm）。成年的苏卡达可以長達24至36英寸長（60-90cm），重100-200磅（45 - 91公斤）。其壽命大約是50-150年，甚至可以活得更長。在人工飼養的環境中，最長壽的是埃及吉薩動物園中苏卡达象龟，牠於1986年死亡，享年54歲。但苏卡达象龟的寿命显然不止54年，一般认为苏卡达的寿命不少于亚达伯拉象龟的寿命，可达150岁左右。

## 飲食習慣
蘇卡達象龟是草食動物，他們的飲食主要是草和其他植物，也有小部分是水果。他們的飲食是高纖維，低蛋白。如龜隻吸收過多的蛋白質，會引致隆背的情況出現。

## 人工飼養
由於他們擁有美麗的外觀，因此越來越多的蘇卡達陸龜被帶回家作為寵物飼養。然而，由於他們對飲食及溫度有相當的要求，此龜則為飼養者提供了重大的挑戰。
蘇卡達象龟的飲食圍繞五個重要的因素，包括：高膳食纖維、低蛋白、低果糖及充足鈣質，而不是過度餵食。在野外的蘇卡達的食物應至少有75％禾本科植物，為龜隻提供高膳食纖維。年輕的苏卡达增長速度非常快，他們在出生後的三年，體積可以以每年兩倍的速度成長。如要有良好骨骼和外殼生長，牠們的飲食必須包含足夠的鈣。在野外，土壤中的鈣含量高，因此，在他們的飲食中可以吸收足夠的鈣，但人工飼養的則需要用鈣補充劑。
如龜隻進食含水量高的蔬菜，可能會導致健康出現問題。紅葉生、芙蓉葉、各種乾草及蒲公英有為一些理想的食物，他們亦會吃大多數種類的植物和一些常見的園林植物，其中一些是有毒的，如杜鵑花。
牠們的天然食物大多不含蛋白質，因而人工飼養也不應大量添加，因為高蛋白質結合鈣會引致隆背，且容易造成尿酸過多導致膀胱結石，因此在人工飼養下，應避免餵食過多含蛋白質之食物或飼料。若要排除蘇卡達象龜的膀胱結石，可多補充飲用水，並同時增加飼養的溫度增加蘇卡達象龜的代謝速率。在野外如果有機會，他們也會吃的蛋白質，如毛毛蟲和蝸牛，但這只是他們飲食中非常小的部分。
在蘇卡達象龜的人工飼養飲食圈中，可以比在野外更加多營養，但亦提供了其自身的挑戰。由於在它們的自然棲息地生長時需彌補營養素的缺乏，蘇卡達象龜是狼吞虎咽的，但必須小心，以確保龜不過度餵食。以墊草在、機殼或其它植物作為飼養的材料，而草則僅限於乾草，以確保動物不會採取太多的營養。
蘇卡達象龜的生長溫度應高於60F（16℃），這意味著龜隻在人工飼養環境下度過冬季需要特殊的住宿。 由於體型龐大，所以蘇卡達象龜需要一個大的飼養環境，亦應給予足夠的放牧區。牠們的高纖維飲食、對溫度及空間的要求，意味著他們是具有挑戰性的寵物。
而根據瀕危野生動植物種國際貿易公約，每年出口限額為零；而被捕捉的野生蘇卡達象龟，主要被出售至市場环境。

## 外部連結
- ARKive - images and movies of the African spurred tortoise (Geochelone sulcata)